# 石コロDays
「石コロDays」（いしコロデイズ）は、スキマスイッチの2作目の配信リリース作品。

## 解説
- スキマスイッチ初となる、三作連続配信リリースの第二弾。
- ダウンロード購入者には視聴アクセスパスワード付き待ち受け画面をプレゼント。パスワードでアクセスするとWEBで期間限定スペシャル映像が観られる。

## 収録曲
1. 石コロDays
（作詞・作曲:スキマスイッチ）
  - NHK Eテレ『中学生日記』主題歌[1]。
  - 中学生の“今のキモチ”を募集し、応募者との対話を通じて感じた思いを歌詞に反映している[2]。
  - 中学生の不安定な気持ちを河川敷での水切りになぞらえた1番の歌詞から、常田は「河川敷サイドスロー」というタイトルを考えていたが、大橋に却下された[3]。
  - 20周年記念のベストアルバム『POPMAN'S WORLD -Second-』のDisc3「SNT selection」に収録されている。常田は中学生への取材が印象的であったことから選曲したと明かしている[4]。

## ライブ映像作品
| 発売年 | 作品名                                                                     |
| ------ | -------------------------------------------------------------------------- |
| 2012年 | スキマスイッチ TOUR 2012 “musium” THE MOVIE                                |
| 2015年 | sukimaswitch official fan club DELUXE FAN CLUB EVENT TOUR 「V.I.P. Vol.3」 |
| 2017年 | SUKIMASWITCH TOUR 2017 “re:Action”THE MOVIE for DELUXE                     |
| 2025年 | スキマスイッチ TOUR 2024-2025 “A museMentally” THE MOVIE                   |

## 収録アルバム
| 発売年 | 作品名                                         | 分類       |
| ------ | ---------------------------------------------- | ---------- |
| 2011年 | 晴ときどき曇                                   | シングル   |
| 2011年 | musium                                         | オリジナル |
| 2011年 | iTunes LIVE                                    | ライブ     |
| 2012年 | スキマスイッチ TOUR 2012 "musium"              | ライブ     |
| 2013年 | POPMAN'S WORLD〜All Time Best 2003-2013〜      | ベスト     |
| 2016年 | POPMAN'S ANOTHER WORLD                         | ベスト     |
| 2023年 | POPMAN'S WORLD -Second-                        | ベスト     |
| 2025年 | スキマスイッチ TOUR 2024-2025 “A museMentally” | ライブ     |